# The Academy in Peril
The Academy in Peril es el segundo álbum de estudio por el músico galés John Cale, publicado el 19 de julio de 1972 a través de Reprise Records.

## Antecedentes
Al igual que su álbum anterior, Church of Anthrax, The Academy in Peril es principalmente instrumental. Como sugiere el título, el álbum se inspiró en la formación clásica de Cale.
«Temper», una toma descartada de las sesiones de grabación, se publicó más tarde en el álbum recopilatorio de 1980, Troublemakers. También fue publicada en Seducing Down the Door.
La portada del álbum fue diseñada por el artista estadounidense de arte pop Andy Warhol.

## Recepción de la crítica
Ned Raggett, escribiendo para AllMusic, le dio una calificación de 4 estrellas y escribió: “El sonido es a la vez denso y notablemente sobrio, un rechazo para establecer un estado de ánimo sin apuntar hacia los drones tan frecuentes en gran parte del trabajo inicial de Cale”. Dave Connolly de Progrography escribió: “The Academy in Peril completa el triunvirato de gustos que constituyen la experiencia completa de John Cale: refinado, experimental y clásico”, añadiendo que “Si se puede decir que un álbum establece de una vez por todas el genio de John Cale, es este”.

## Lista de canciones
Todas las canciones escritas y compuestas por John Cale. 
| Lado uno |                                   |          |  |
| N.º      | Título                            | Duración |  |
| 1.       | «The Philosopher»                 | 4:30     |  |
| 2.       | «Brahms»                          | 6:27     |  |
| 3.       | «Legs Larry at Television Centre» | 3:39     |  |
| 4.       | «The Academy in Peril»            | 6:56     |  |

| Lado dos |                                                                                   |          |  |
| N.º      | Título                                                                            | Duración |  |
| 1.       | «Intro/Days of Steam»                                                             | 3:00     |  |
| 2.       | «3 Orchestral Pieces» I. «Faust» II. «The Balance» III. «Captain Morgan's Lament» | 8:45     |  |
| 3.       | «King Harry»                                                                      | 4:11     |  |
| 4.       | «John Milton»                                                                     | 7:55     |  |

## Créditos
Créditos adaptados desde las notas del álbum.
Músicos
- John Cale – bajo eléctrico, guitarra, teclado, viola
- Adam Miller – coros
- Del Newman – batería
- Ronnie Wood – slide guitar (1)
- Legs Larry Smith – narración (3)
- Royal Philharmonic Orchestra

Personal técnico
- Jean Bois – ingeniero de mezclas
- Andy Warhol – diseño de portada
- Ed Thrasher – fotografía